# Igor Orlov
Igor Orlov (n. 1923 – d. 1982), a fost un agent dublu sovietic, numele lui a fost de fapt "Alexander Kopazky". El a fost demascat în 1961 de maiorul sovietic KGB Anatoli Golițin. Igor Orlov a folosit ca agent sovietic numele de Erwin, Herbert și Richard.

## Date biografice
Orlov devine agent sovietic în 1941, în timpul celui de al doilea război mondial. În octombrie 1943 este parașutat în teritoriul inamic german, el este descoperit și cade prizonier de război. Din 1944 el spionează sub numele de Sașa în Armata Roșie ca agent german. În 1945 Igor Orlov, cade în prinzionerat american, unde vine în contact cu Organizația Gehlen, o organizație în zona de ocupație americană care recruta agenți germani. Ulterior el se căsătorește cu Eleonore Stirner, fiica unui fost ofițer SS. Din 1948 activează sub diferite nume ca agent american, fiind recrutat de CIA, iar în 1949 devine unul dintre principalii agenți ai KGB-ului. În urma demascării lui de maiorul sovietic Anatoli Golițin, a început să fie urmărit în Berlin și de Biroul Federal de Investigații american. Igor Orlov se refugiază pentru scurt timp la consulatul sovietic. Deoarece soția sa a refuzat să-l urmeze în URSS, acceptă să se predea autorităților americane, trăind restul vieții în SUA.